# 帥方蔚
帥方蔚（1790年—1871年），字子文，一字叔起，号石邨，江西奉新宋埠鎮鎖石村人，清朝政治人物、探花。

## 生平
道光六年（1826年）登丙戌科一甲第三名進士（探花），授翰林院编修。曾任山东考官。官至掌京畿道監察御史。道光十八年（1838年）告归，先后主讲白鹿洞书院、豫章书院。在奉新倡立登瀛集，資助後學。

## 著作
曾主修《江西通志》和《奉新县志》。著作有《咫闻轩随笔》、《咫闻轩诗稿》、《咫闻轩剩稿》、《略论字编》、《左海交游录》、《词垣日记》等。